# パンク・ジャズ
パンク・ジャズ（英: Punk jazz）は、フリー・ジャズなどのジャズの要素と、パンク・ロック（1978年のアルバム『ノー・ニューヨーク』に代表されるノー・ウェイヴや、ハードコア・パンクなど) を融合させたジャンルを指す。著名なパンク・ジャズの演奏家としてはジョン・ゾーンの率いる音楽バンドであるネイキッド・シティやジェームス・チャンス・アンド・ザ・コントーションズ、ラウンジ・リザーズ、ユニバーサル・コングレス・オブ (Universal Congress Of)、ラフィング・クラウンズ (Laughing Clowns)（ラフトレード）などが挙げられる。

## 歴史

### 1970年代末

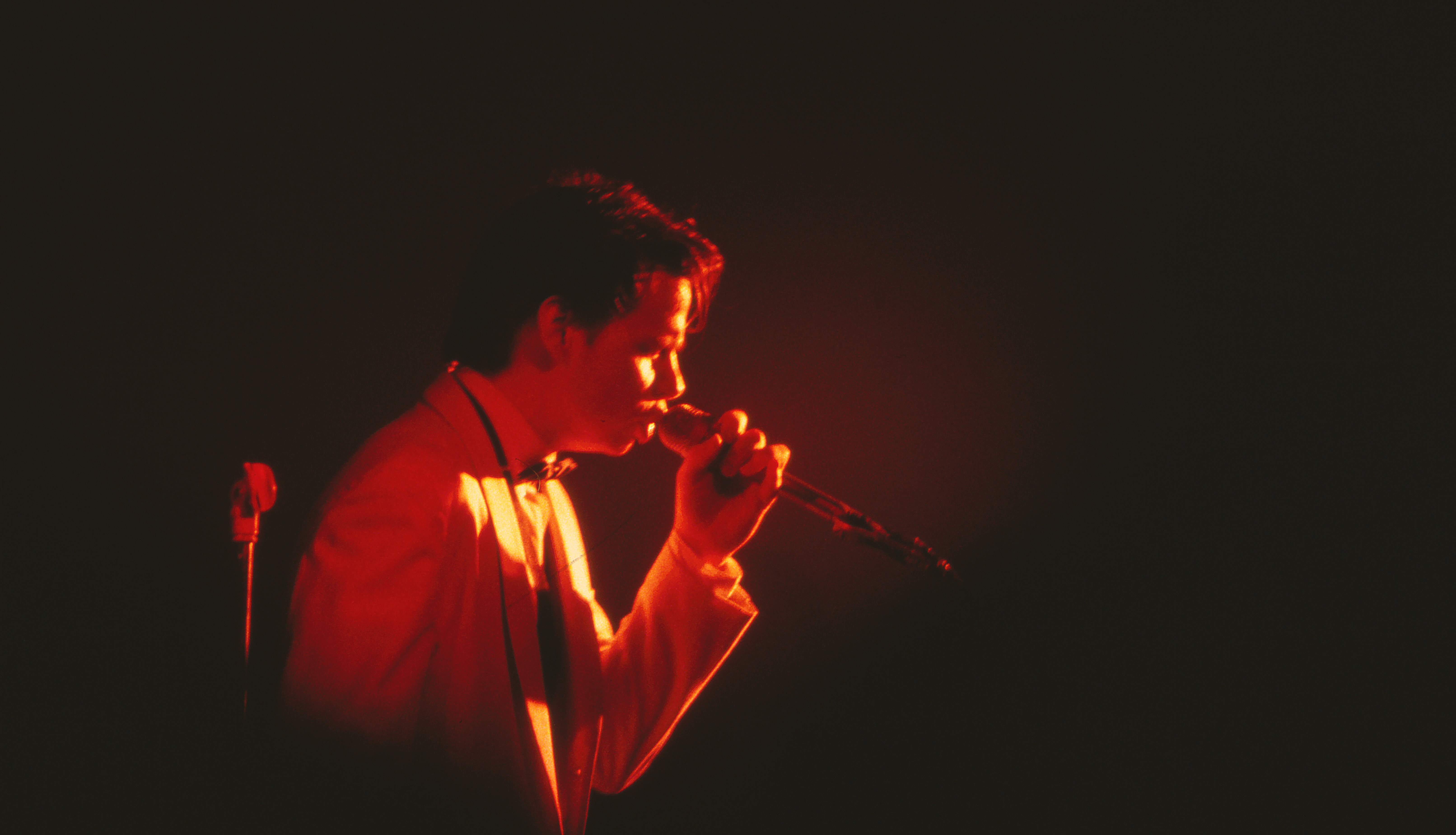
ジェームス・チャンス (1981年、ベルリン)

フリー・ジャズやファンク、パンク・ロックの影響を受けたジェームス・チャンスらによって1970年代末にパンク・ジャズが形成された。
ニューヨークのノー・ウェイヴは、ファンク、フリー・ジャズ、パンク・ロックを合わせたジェームス・チャンス・アンド・ザ・コントーションズ（ジェームス・ホワイト）による作品などを紹介した。ジェームス・ホワイトの名前は、ジェームス・ブラウンを意識したものである。ロンドンでは、1979年にポップ・グループが、フリー・ジャズとダブ・レゲエを合わせて独自のアルバムを発表し始めた。またデファンクトは、1980年にパンク・ジャズ、パンク・ファンクのアルバムをリリースした。最初に自らのことをパンク・ジャズと言い始めたラウンジ・リザーズもアルバムを発表した。ロル・コックスヒルはダムドと共に収録を行っていたサクソフォーン奏者であり、演奏中にパンク調の演技をするジャズの音楽家であった。
1970年代末のオーストラリアのパンク・バンド、セインツによる1978年の『プレヒストリックサウンド』というアルバムの中でスウィングを揃えたことと金管楽器パートを取り入れたことは、エド・クーパー (Ed Kuepper) が後に立ち上げた音楽バンドであるラフィング・クラウンズに受け継がれた。サン・ラやファラオ・サンダース、ジョン・コルトレーンのような、「Sheets of sound」の美学に基づいたフリー・ジャズをクーパーは作り出そうとした。オリー・オルセンによって初期に行われたパンクの企画もまたオーネット・コールマンなどのフリー・ジャズから着想を得たものであった。1970年代終わりには、後にバースディ・パーティとして知られることになるボーイズ・ネクスト・ドアが登場した。オーストラリアのこうしたパンク・バンドは「いずれも無名」だったが、彼らによってもたらされた影響は「desert jazz」として説明された。

### 1980年代
ジェイムス・ブラッド・ウルマーは、1981年に『アー・ユー・グラッド・トゥ・ビー・イン・アメリカ』（ラフトレード）を発表し、コールマンのハーモルディックスタイルをギターに適用してノー・ウェイヴとのつながりを模索した。プラスティック・ベルトラン、LiLiPUT（ラフトレード）、スウェル・マップス、フリッパーらは1980年代に、サックス奏者を参加させたレコードを発表した。
ビル・ラズウェルと自身の音楽バンドであるマテリアルではファンク、フリー・ジャズ、パンク・ロックが合わせられたのに対して、別の音楽バンドであるマサカーではロックに即興での演奏を取り入れた。
バースディ・パーティはポップ・グループの「ウィー・アー・プロスティテューツ」という歌の影響を大きく受けたとニック・ケイヴは述べている。ある記者はバースディ・パーティによる「ジャンクヤード」 (1982年) という曲の音を「ノー・ウェイヴのギター、フリー・ジャズの激しさ、キャプテン・ビーフハートのとげとげしさ」を混ぜ合わせたものであると表現している。
ビル・ラズウェルはアメリカのフリー・ジャズ・バンドであるラスト・イグジットとペインキラーのメンバーを務めていた。
ハードコア・スタイルの基礎を築いたバッド・ブレインズは、ジャズ/クロスオーバーへの接近の試みによってスタートしたバンドである。アルバート・アイラーに影響されたグループであるユニバーサル・コングラス・オブ内でギター奏者であるジョー・ベイザはサッカリン・トラストとともにパンクとフリー・ジャズを自身で組み合わせて演奏した。ブラック・フラッグのメンバーであるグレッグ・ギンは特にブラック・フラッグによる1985年発表のEP盤による器楽曲である「プロセス・オブ・ウィーディング・アウト」内でギターの演奏にフリー・ジャズの要素を取り入れた。ヘンリー・ロリンズはフリー・ジャズのことを称賛しており、自身のレコードレーベルでマシュー・シップのアルバムを出す、チャールズ・ゲイルと協力するなどしている。ミニットメンはジャズ、フォーク、ファンクに影響を受けた。そのグループのメンバーであるマイク・ワットはジョン・コルトレーンの演奏を聴いて影響を受けたと話している。
オランダの無政府主義パンクの音楽バンドであるExは、ハン・ベニンクとインスタント・コンポーザーズ・プールの他のメンバーといっしょになって、フリー・ジャズの要素、特にフリー・インプロヴィゼーションの要素を取り入れた。
ニック・ケイヴ・アンド・ザ・バッド・シーズのベース奏者であるバリー・アダムソンは自身の収録した『モス・サイド・ストーリー』というアルバムにおいて管楽器による伝統的なジャズにもパンクやノイズロックの観点を持ち込んでおり、またそのアルバム中にはディアマンダ・ギャラスが歌っているトラックが存在する。

### 1990年代以降
1990年代のアメリカでは、スウィング・リバイバル/ネオ・スウィングが登場した。代表的なバンドとしては、ブライアン・セッツァー・オーケストラ、ビッグ・バッド・ヴードゥー・ダディ、スクウィーレル・ナット・ジッパーズ、チェリー・ポッピン・ダディーズらがいた。1997年にはスリーター・キニーがキル・ロック・スターズから、サックス奏者を含んだCDを出している。
ネイション・オブ・ユリシーズではイアン・スヴェノニウスがボーカルとトランペットの二役を演じ、歌の複雑な構造、奇数拍子、熱狂性を持っていた。『プレイズ・プリティ・ベイビー』というアルバム内でジョン・コルトレーンの「至上の愛」の短時間の収録も行っているが、題名は「ザ・サウンド・オブ・ジャズ・トゥー・カム」でありオーネット・コールマンの古典的な名作アルバムである『ジャズ来るべきもの』 (The Shape of Jazz to Come) から取られている。シカゴの音楽バンドであるキャップン・ジャズもまたフリー・ジャズにおける奇数拍子やギターの旋律を取り入れ、ハードコアでの叫びと、チューバの演奏と組み合わせている。
2004年にはヴァーナキュラーというバンドが、はっきり「パンク・ジャズ」と認定されたアルバムを発表した。イタリアのバンド、エフェル・ドゥアスは『ペインターズ・パレット』 (2003年)、『ペイン・ネセサリー・トゥ・ノウ』 (2005年) というアルバムの中で偶然にもジャズコアを再現した功績があるにもかかわらず、フランク・ザッパのような前衛ロックのさらなる深遠を求めジャズコアからは離れた。
その他のパンク・ジャズ・バンドとしては、La Part Maudite、オマー・ロドリゲス・ロペス、Talibam!、Youngblood Brass Band、ズ、ガットバケット、キングクルール (バンド)が挙げられる。

## ジャズコア
「ジャズコア (英: Jazzcore)」という表現がハードコア・パンクに影響を受けたパンク・ジャズ・バンドに対して使われることがあり、そのような音楽バンドとしてはズ、16-17、ペインキラー、エフェル・ドゥアスなどが挙げられる。

## 文献
- Berrendt, Joachim E.. “The Styles of Jazz: From the Eighties to the Nineties”. The Jazz Book: From Ragtime to Fusion and Beyond. ブルックリン: Lawrence Hill Books. pp. 57-59. ISBN 1-55652-098-0
- Byrne, David; Sherman, Cindy; Branca, Glenn (2008). New York Noise: Art and Music from the New York Underground 1978–88. Soul Jazz Records. ISBN 0-9554817-0-8.
- Hegarty, Paul (2007). Noise/Music: A History. Continuum International. ISBN 0-8264-1727-2
- Heylin, Clinton (1993). From the Velvets to the Voidoids: The Birth of American Punk Rock. ISBN 1-55652-575-3
- McNeil, Legs; McCain, Gillian (1997). Please Kill Me: The Uncensored Oral History of Punk. Grove Press. ISBN 0-8021-4264-8
- Masters, Marc (2008). No Wave. Black Dog Publishing. ISBN 1-906155-02-X
- Mudrian, Albert (2000). Choosing Death: The Improbable History of Death Metal and Grindcore. Feral House. ISBN 1-932595-04-X
- Reynolds, Simon (2006). Rip It Up and Start Again: Postpunk 1978-1984. Penguin. ISBN 0-14-303672-6
- Sharpe-Young, Garry (2005). New Wave of American Heavy Metal. Zonda Books. ISBN 0-9582684-0-1
- Zorn, John, ed (2000). Arcana: Musicians on Music. Granary Books. ISBN 1-887123-27-X